# Alisotrichia fundorai
Alisotrichia fundorai är en nattsländeart som först beskrevs av Lazar Botosaneanu och Sykora 1973.  Alisotrichia fundorai ingår i släktet Alisotrichia och familjen smånattsländor. Inga underarter finns listade i Catalogue of Life.